# Splatoon 3
Splatoon 3 (japanischer Originaltitel: スプラトゥーン 3) ist ein Third-Person-Shooter-Videospiel, das von Nintendo für Nintendo Switch entwickelt und am 9. September 2022 veröffentlicht wurde. Wie seine Vorgänger in der Splatoon-Reihe besteht das Spiel aus kompetitiven Online-Mehrspielerpartien sowie einer Einzelspieler-Kampagne. Das Spielprinzip ähnelt seinem Vorgänger Splatoon 2. Splatoon 3 wurde erstmals am 17. Februar 2021 per Nintendo Direct angekündigt, weitere Details wurden am 24. September 2021 bekannt gegeben, Details zum Koop-Modus am 9. Februar 2022.

## Veröffentlichung
Splatoon 3 wurde erstmals mit einem Teaser-Trailer in einer Nintendo Direct am 17. Februar 2021 angekündigt. Der Teaser-Trailer enthüllte ein ähnliches Gameplay wie Splatoon 2 und stellte neue Gegenstände, Waffen und Fähigkeiten vor, darunter einen Tintenbogen und ein neues apokalyptisches Design. Weitere Details wurden später im September desselben Jahres enthüllt, darunter der Name des Einzelspielermodus „Return of the Mammalians“.
Ein Trailer für den Koop-Modus „Salmon Run“ wurde bei einer Nintendo Direct am 9. Februar 2022 vorgestellt.
Am 22. April 2022 lud Nintendo ein Video auf YouTube hoch, das Gameplay des Revierkampf-Spielmodus zeigte und das genaue Veröffentlichungsdatum auf den 9. September 2022 setzte.
Im Juli 2022 kündigte Nintendo eine Sonderausgabe der Nintendo Switch OLED an, deren Design an das Spiel angelehnt ist und am 26. August 2022 erscheinen soll. Außerdem kündigte das Unternehmen einen Pro Controller und eine Tasche mit Splatoon-3-Motiv an, die zusammen mit dem Spiel erscheinen sollen.
Am 10. August 2022 strahlte Nintendo eine Nintendo Direct zu Splatoon 3 aus und enthüllte das Datum für eine limitierte Demo namens 'Splatfest-World-Premiere' des Spiels, wo am 18. August heruntergeladen, am 25. August das Tutorial durchgegangen und die Stadt 'Splatsville' erkundet und am 27. August ein 12-stündiges Splatfest gespielt werden konnte. Nintendo kündigte auch an, dass das Spiel Amiibo-Unterstützung haben werde, wobei mehrere neue Figuren für das Spiel veröffentlicht werden sollen. Mit den Amiibos können, ähnlich wie in früheren Splatoon-Titeln, Fotos mit den Charakteren erstellt und spezielle Ausrüstungsgegenstände erhalten werden. Außerdem wurden drei neue Idol-Charaktere (kollektiv als Deep Cut bekannt) namens Big Man, Shiver und Frye eingeführt. Sie sind die thematischen Nachfolger von Callie und Marie und Pearl und Marina aus Splatoon bzw. Splatoon 2. In zukünftigen Updates sollen neue Arenen, Kleidungsstücke, Waffen sowie ein kostenpflichtiger DLC hinzugefügt werden.

## Rezeption
Splatoon 3 erhielt von der Fachpresse überwiegend gute Bewertungen. Die Rezensionsdatenbank Metacritic aggregiert 123 Rezensionen zu einem Gesamtwert von 83 aus 100 Punkten.
Von der Fachpresse wird der Kampagnenmodus primär positiv bewertet. GamersGlobal und die Computer Bild loben die über 60 Missionen, welche vielseitig ausgestaltet sind und das Spiel auch für Solo-Spieler attraktiv machen. Weiterhin wird der Mehrspielermodus gelobt, der Abwechslung ermöglicht und im Vergleich zu den Vorgängern zugänglicher gestaltet wurde.
Kritisiert werden der mangelnde Fortschritt bei der Technik und Grafik sowie geringen Veränderungen im Mehrspielermodus im Vergleich zum Vorgänger sowie der fehlende Sprachchat im Multiplayer.

„Auch wenn Nintendo hier das Rad nicht neu erfunden hat, macht Splatoon 3 genauso viel, wenn nicht sogar mehr Spaß als der Vorgänger. Die neuen Waffen und Spezialangriffe sorgen für neue Spielerlebnisse und die Verbesserungen im Salmon Run werdet ihr absolut nicht mehr missen wollen, sobald ihr sie ein Mal getestet habt.“

„Splatoon 3 ist der nächste Schritt für das Franchise, wenn auch kein revolutionärer. Nintendo bietet hier mehr Waffen, mehr Arenen, mehr Kleidung, mehr Gestaltungsmöglichkeiten, mehr Musik – mehr von all dem, was uns die Farbshooter-Serie so lieben lässt. Und das unter Berücksichtigung davon, was im vorherigen Serienteil noch nicht so rund lief. Splatoon 3 überzeugt nicht durch eine bestimmte Änderung, sondern durch die Masse an kleinen Anpassungen, Optimierungen und auch Neuerungen, welche die Spielerfahrung als Ganzes auf das nächste Level heben. Nie war es zugänglicher, mit Freunden zu spielen. Nie war es leichter, eine Spielfigur nach dem eigenen Geschmack zu erstellen. Nie war es spannender, in die Geschichte einzutauchen. Nie war es spaßiger, Splatoon zu spielen. Splatoon 3 ist zweifelsohne der beste Teil der Serie und wird eure Liebe für die Farbschlachten neu entfachen.“

### Verkaufszahlen
Splatoon 3 wurde in den ersten drei Tagen nach Veröffentlichung in Japan als Download- und Einzelhandelsversion über 3,45 Millionen Mal verkauft und ist damit das meistverkaufte Switch-Spiel innerhalb dieser Zeitspanne. Bis zum Ende des Jahres 2022 wurde das Spiel insgesamt über 10 Millionen Mal verkauft. Am Ende des Jahres 2023 verkaufte Nintendo vom Spiel 11,71 Millionen Einheiten.